# Фёдоровский сельский совет (Глобинский район)
Фёдоровский сельский совет (укр. Федорівська сільська рада) — входит в состав
Глобинского района
Полтавской области
Украины.
Административный центр сельского совета находится в 
с. Фёдоровка.

## История
- 1918 — дата образования.

## Населённые пункты совета
- с. Фёдоровка
- с. Лубенщина
- с. Поповка

## Ликвидированные населённые пункты совета
- с. Подол